# Luis Saritama
Luis Fernando Saritama Padilla (Loja, 20 ottobre 1983) è un ex calciatore ecuadoriano, di ruolo centrocampista.